# 韦托夫卡农村居民点
韦托夫卡农村居民点（俄语：Витовское сельское поселение）是俄罗斯联邦布良斯克州波切普区所属的一个农村居民点。其下辖有14个居民点，行政中心为韦托夫卡。据2015年统计，该农村居民点的人口为1211人。